# Спуск Маринеско
Спуск Маринеско — улица Одессы, расположена в исторической части города, от Софиевской улицы до улицы Черноморского Казачества. Часть основной транспортной магистрали, связывающей центр города с районом Пересыпь. В конце 2021 года на спуске была закончена реконструкция во время которой была обновлена брущатка, покрытие на дорожной части а также проложены новые трамвайные пути.

## История
Был проложен в 1834 году и укреплён стенами с контрфорсами. Неоднократно менял названия: Софиевский-Нарышкинский-Короленко-Маринеско.
Современное название получил в 1987 году в честь уроженца Одессы Героя Советского Союза Александра Маринеско, жившего в детстве на соседней улице — Софиевской, в доме № 11.

## Достопримечательности

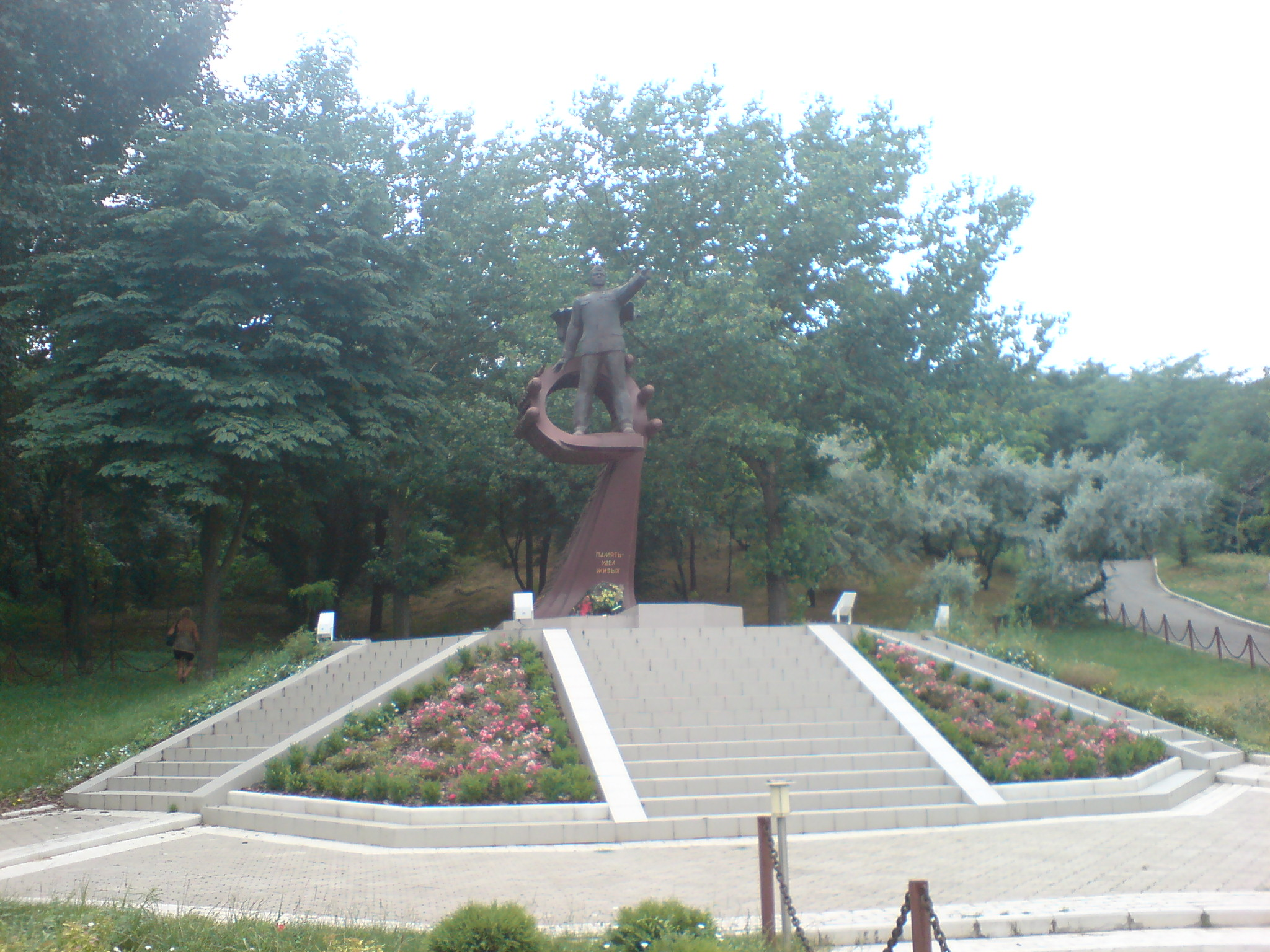
Памятник А. И. Маринеско

Памятник А. И. Маринеско (установлен 8 мая 1999 года, скульптор Алексей Копьев, архитектор Василий Мироненко и художник Вадим Кучеров).
Памятник героям-подводникам, погибшим в годы Великой Отечественной войны.
Памятник подводникам, погибшим в мирные годы
Фасад дома № 6 на улице украсило изображение баклана